# جويس بربور
جويس بربور (بالإنجليزية: Joyce Brbour)‏؛ [ممثل|ممثلة]] بريطانية (وحملت سابقًا جنسية المملكة المتحدة لبريطانيا العظمى وأيرلندا)؛ولدت في 1901 في المملكة المتحدة، وتوفيت في 1977.

## وصلات خارجية
- جويس بربور على موقع IMDb (الإنجليزية)
- جويس بربور على موقع قاعدة بيانات برودواي على الإنترنت (الإنجليزية)
- جويس بربور على موقع قاعدة بيانات الفيلم (الإنجليزية)